# Église de l'Immaculée-Conception de Hercé
L'église de l'Immaculée-Conception est une église catholique située à Hercé, dans le département français de la Mayenne.

## Localisation
L'église est située dans le bourg de Hercé, en bordure de la route départementale 33.

## Histoire
L'église actuelle a été construite à l'emplacement de l'ancienne, dédiée à saint Pierre. Cette ancienne église, « sans style », contenait un chœur à chevet droit, un transept occupé par deux chapelles dédiées à la Vierge Marie et à saint Roch et un maître-autel composé d'un retable en bois. Plusieurs objets ornaient l'édifice, comme un bénitier « très curieux », une cloche fêlée et une croix en bois.
La première pierre est posée le 19 juillet 1869 et l'édifice est bénit le 10 novembre 1872.
L'inventaire devait avoir lieu le 15 février 1906 mais a été repoussé au 24 février suivant, faute de témoins. Les gendarmes assistent aux opérations, après avoir barré les deux entrées du bourg et enfoncé une porte.
La flèche du clocher est détruite pendant la tempête de 1999 et reconstruite à neuf en 2001.

## Architecture et extérieurs
L'église est de style roman, en forme de croix latine et contient trois absides accolées.

## Intérieur
L'intérieur comprend un grand autel en pierre de Caen, deux petits autels de la Vierge et de saint Roch, une chaire et un confessionnal décorés de sculpture, provenant des ateliers André d'Angers.
À noter également une statue de saint Barbe du XVe siècle en granit, enduite d'un glacis polychrome.